# Бои в Яновских лесах
Бои в Яновских лесах (пол. Bitwa w Lasach Janowskich) — серия сражений советских и польских партизан против группировки немецких военно-полицейских сил, продолжавшиеся с 8 до 15 июня 1944 года в Яновских лесах Люблинского воеводства.
Бои в Яновских лесах являются крупнейшим партизанским сражением с участием советских партизан на территории «генерал-губернаторства», а также одним из крупнейших партизанских сражений на территории Польши.

## История

### Предшествующие события
26 февраля 1944 года командование Армии Людовой отдало приказ № 26 о переходе в наступление. Основными задачами стали разрушение немецких коммуникаций и создание оперативной базы в Яновских, Билгорайских и Парчевских лесах.
С весны 1944 года Яновские леса стали главной базой польского коммунистического партизанского движения в Польше, именно здесь были сосредоточены основные силы Армии Людовой, созданы лагеря, в которых проводилась перегруппировка сил, проходило обучение новобранцев, лечение раненых, переформирование существующих и создание новых отрядов, имелись тайники и склады с запасами. На лесных аэродромах и посадочных площадках партизаны Армии Людовой принимали доставленные советской авиацией грузы, в том числе вооружение (винтовки, автоматы, пулемёты, противотанковые ружья и другое), боеприпасы, взрывчатку и снаряжение.
Кроме того, здесь действовали отряды Батальонов хлопских. Также, в лесах были созданы лагеря-укрытия, в которых во время немецких облав скрывались мирные жители (часть из них, в том числе, беженцы, родственники партизан и подпольщиков, а также лица, разыскиваемые оккупантами, проживали в лагерях постоянно).
Сложная оперативная обстановка в Люблинском воеводстве и её дальнейшее ухудшение вызвали серьёзную обеспокоенность у немецких властей: уже в начале мая 1944 года секретарь генерал-губернаторства Бюлер сообщал начальству: «мы стоим перед фактом, что уже в течение нескольких месяцев и в течение неопределённого периода в будущем нельзя рассчитывать на какие-либо продовольственные поставки» из Люблинского дистрикта. 8 мая 1944 руководитель отдела железных дорог в генерал-губернаторстве сообщил генерал-губернатору Гансу Франку, что в результате деятельности партизан (только в течение апреля 1944 совершивших свыше 100 нападений и диверсий на железные дороги и железнодорожный транспорт в Люблинском воеводстве) железнодорожное движение серьёзно дезорганизовано: «обстановка в Люблинском дистрикте… количество диверсий, нападений на станции и железнодорожные сооружения за период с февраля до мая текущего года постоянно растёт. В настоящее время ежедневно происходит в среднем 10-11 нападений. Ремонтные поезда, прибывающие на места нападений, немедленно обстреливаются. Мины закладываются и днём, так что движение поездов не может осуществляться ни вперёд, ни назад, в тыл».
Во втором квартале 1944 года в Яновские леса из-за Западного Буга прибыли советско-польский партизанский отряд под командованием Куницкого («Мухи») и польская партизанская бригада имени Ванды Василевской.
12 мая 1944 на совещании губернаторов генерал-губернаторства статс-секретарь по делам безопасности обергруппенфюрер СС Вильгельм Коппе доложил, что число советских партизанских отрядов в лесах Люблинского воеводства увеличивается.
16 мая 1944 генерал-губернатор Ганс Франк записал в своём дневнике: «практически треть Люблинского дистрикта выпала из-под контроля немецкой администрации… немецкая полиция может осуществлять свои функции в этих районах исключительно силами полка».
24 мая 1944 на базу советского партизанского отряда П. Василенко в Яновских лесах высадилась советская разведгруппа, командиром которой являлся подполковник В. П. Пелих («Галицкий»). Под его руководством из находившихся в Яновских лесах советских партизанских отрядов Василенко, Филюка, Демченко и Тихонова было создано единое партизанское соединение.
В связи с приближением линии Восточного фронта к границам Польши на совещании в Кракове немецким военно-политическим руководством было принято решение окружить, разгромить и уничтожить партизанские силы в Яновских лесах, тем самым обезопасив коммуникации в тылах немецких войск. Командующий немецкой группы армий «Центр», фельдмаршал Модель выделил для участия в этой операции 213-ю охранную дивизию и две пехотные дивизии из резерва группы армий «Центр».
28 мая 1944 в район Яновских лесов прибыл Калмыцкий кавалерийский корпус, который занял ряд деревень вокруг лесного массива.
3 июня 1944 года в районы вокруг Яновских лесов началось выдвижение дополнительных немецких частей.
В ночь на 8 июня 1944 года, непосредственно перед началом сражения небольшой отряд польских партизан AL во главе с Г. Хелховским (получивший от командования задание сопровождать курьера с секретными сведениями из Люблинского воеводства в район Варшавы) при попытке скрытно выйти из окружения обнаружил наличие немецких войск на железнодорожной станции Жечице, несколько неуспешных попыток скрытно просочиться через боевые порядки гитлеровцев в других местах позволили установить, что кольцо окружения уже замкнулось. Отряд отступил в Яновские леса и доложил командованию о сложившейся обстановке.

### Соотношение сил сторон
Для осуществления антипартизанской операции, получившей наименование «Штурмвинд I», были привлечены крупные военно-полицейские силы:
- 154-я резервная пехотная дивизия вермахта (командир — генерал Ф. Альтрохтер)[7]
- 174-я резервная пехотная дивизия вермахта (командир — генерал Ф. Эбергард)[7]
- часть 213-й охранной дивизии вермахта (командир — генерал А. Гешен)[7]
- 115-й охранный полк[7]
- 318-й охранный полк[7]
- 4-й полицейский полк СС[7]
- 1-й мотобатальон СС[7]
- кавалерийский отряд из состава калмыцкого кавалерийского корпуса Долля[7]
- ряд вспомогательных и полицейских частей[7]
- авиация (в том числе, самолёты-разведчики[8] и бомбардировщики[7]) из состава 4-го воздушного флота люфтваффе

Общая численность привлечённых к операции военно-полицейских сил по состоянию на 8 июня 1944 года, перед началом операции составляла около 25 тысяч военнослужащих и полицейских, всего в операции приняли участие до 30 тысяч солдат и полицейских.
К началу сражения, в Яновских лесах находилось свыше трёх тысяч партизан, из них 1800 советских партизан, 1200 польских партизан Армии Людовой (АЛ), а также некоторое количество польских партизан, воевавших в составе советских партизанских отрядов и соединений и самостоятельно — в составе иных формирований.
Перед началом сражения на совещании командиров советских и польских партизанских отрядов были созданы объединённое командование партизанскими отрядами в Яновских лесах в составе трёх человек (командующий Н. А. Прокопюк, его заместитель — В. А. Карасёв, начальник штаба А. А. Борович) и единый госпиталь.
В состав партизанских сил входили:
- советско-польское партизанское соединение «Охотники» подполковника Н. А. Прокопюка[8] (550 партизан)[7]
- советское партизанское соединение им. Александра Невского[8] (командир — майор В. А. Карасёв, 700 человек)[7]
- советско-польский партизанский отряд им. И. В. Сталина (командир — капитан Н. И. Куницкий «Муха»[8], 200 партизан)[7]
- советский партизанский отряд им. С. М. Будённого[8] (командир — ст. лейтенант Н. Н. Яковлев, около 280 человек)[7]
- советский партизанский отряд майора П. Василенко[8] (150 человек)[7]
- советский партизанский отряд им. А. В. Суворова[8] (командир — ст. лейтенант С. А. Санков, около 100 человек)[7]
- советский партизанский отряд им. С. М. Кирова[8] (командир — капитан М. Я. Неделин, 150 человек)[7]
- советское партизанское соединение капитана В. П. Чепиги[8] (200 человек)[7]
- советское партизанское соединение им. Н. С. Хрущёва под командованием Б. Г. Шангина[8] (451 человек)[7]
- 1-я бригада АЛ им. Земли Люблинской (командир — капитан Игнаций Борковский «Вицек»)[7][8]
- партизанская бригада AЛ им. Ванды Василевской[7]
- отряд AL под командованием Леона Касьмана («Яновского»)[8]
- партизанский отряд NOW-АК OP-44 (командир — подпоручик Болеслав Усов «Конор»)[7][12]

### Сражение
9 июня 1944 немецкие самолёты-разведчики типа «шторх» обнаружили местонахождение партизанских сил.
10 июня 1944 имели место первые боевые столкновения партизан с боевым охранением немцев и их передовыми подразделениями, которые продвигались вперёд, стремились провести разведку и уточнить местонахождение партизан.
11 июня 1944 передовые немецкие части вступили в лес. Под Яроцином в бой с ними вступила 4-я рота 1-й бригады AЛ имени Земли Люблинской, которая сумела задержать их продвижение, но понесла значительные потери. Среди погибших был и командир роты, поручик Юлиан Качмарчик («Липа»). Кроме того, бои с наступавшими немецкими силами имели место под Лонжкем, Баней, Гутой Кшешовской, под Кузёрами и Жечицей.
В ночь на 12 июня 1944 партизанское командование провело перегруппировку сил в восточный район Яновских лесов (в окрестности деревень Флисы и Шклярня).
Под руководством опытного минёра Е. А. Ободовского было произведено минирование подступов к линии обороны партизан.
12 июня 1944 партизанское охранение было атаковано под Шклярней и Момотом, в этот же день немцы ввели в бой против партизан девять пикирующих бомбардировщиков «юнкерс-87».
13 июня 1944 состоялся первый крупный бой, который продолжался пять часов. В этом бою участвовали два батальона 1-й бригады AЛ Земли Люблинской (батальон под командованием А. Шиманьского и батальон под командованием Э. Грончевского), а также советские партизаны из отрядов В. Чепиги и Карасева. В этом бою батальон Грончевского понёс значительные потери. В этот день в оборонительных боях на дороге из Янува на Флисы огнём из противотанкового ружья партизан Тадеуш Озембло из 1-й бригады AЛ Земли Люблинской уничтожил немецкий броневик.
Партизаны из отряда В. А. Карасёва при нападении на одно из немецких подразделений подбили гранатами немецкий танк, захватили в плен двух танкистов и штабные документы, находившиеся у застрелившегося в танке офицера. В документах с планом операции были указаны численность, расположение немецко-полицейских сил и их дальнейшие действия. После изучения документов, командование партизанских отрядов приняло решение принять бой на удобной для сражения местности, сражаться до ночи и отступить после наступления темноты.
В этот же день, 13 июня 1944 на совещании командиров партизанских отрядов было принято решение дать бой на подготовленных оборонительных позициях на реке Бранев. В ночь с 13 на 14 июня 1944 основные силы партизан были сосредоточены на высотах между деревнями Момоты, Флисы и Шклярня, вдоль длинного болотистого луга по берегу реки Бранев. На рассвете 14 июня 1944 начался бой на Порытом взгорье.
В ходе боя на Порытом взгорье партизаны сумели захватить трофейное оружие (в том числе пулемёты и миномёты), которое немедленно использовали для усиления своей обороны.
При появлении немецких бомбардировщиков партизаны (используя данные, захваченные у противника) выложили белые полотнища клиньями в сторону наступавших карателей, вследствие чего немецкие лётчики сбросили бомбы на свои подразделения.
Днём 14 июня 1944, после того, как во время боя под Флисами по центру партизанского лагеря открыла огонь немецкая артиллерийская батарея, младший лейтенант М. И. Петров возглавил контратаку партизан, а затем, продолжая контратаку, атаковал позиции немецкой артиллерийской батареи, в результате которой партизаны захватили два артиллерийских орудия и три миномёта.
В дальнейшем, продолжавшие наступление немецкие войска сумели вклиниться в оборону партизан на двух участках, в результате возникла угроза рассечения партизанских сил на три части. Вторая контратака партизан, которой командовал Казимеж Вырвас («Михал»), позволила восстановить положение.
Начавшиеся на рассвете 14 июня 1944 боевые действия продолжались 14 часов, к вечеру немецкие части снова сумели окружить партизан, но после наступления темноты остановились.
В условиях, когда дым от загоревшихся во время боя торфяников затруднил немцам наблюдение за линией соприкосновения, партизаны скрытно оставили позиции и отступили, а затем, перестроившись колонной, совершили марш по лесной дороге на юго-восток, по направлению к деревням Кишки и Устье, на прорыв из окружения. В районе деревень Шелига и Цёсмы колонна партизан натолкнулась на отряды кавалерии, атаковала и разгромила их. В ходе допроса взятых в плен «языков» было установлено, что немецкое военное командование допустило ошибку — считая, что партизаны предпримут попытку скрытно просочиться из окружения или прорываться с боем небольшими группами, оно разослало патрули на все возможные пути их выдвижения (сократив тем самым количество войск на участке прорыва партизанской колонны).
В результате, в ночь с 14 на 15 июня 1944 партизаны прорвались в Билгорайские леса, а затем, вновь прорвав кольцо окружения, ушли в Немировские леса. Вместе с партизанами из окружения были выведены более 1000 мирных жителей, прятавшихся в лесах от немецких оккупационных властей. Кроме того, партизаны сумели вывезти из окружения одно трофейное артиллерийское орудие, захваченное в ходе сражения 14 июня 1944, собственный обоз (на подводах которого были размещены более 70 раненых партизан) и вывести несколько десятков кавалерийских лошадей (захваченных после разгрома кавалерийского подразделения гитлеровцев у деревни Шелига).
Потери советских и польских партизан составили свыше 200 человек убитыми (100 убитых партизан AЛ и около 100 убитых советских партизан), среди погибших были секретарь окружного комитета ППР Казимеж Вырвас и два командира советских партизанских отрядов (В. Чепига и П. Василенко).
Потери немецко-полицейских сил составили около 2000 человек убитыми и ранеными (из них до 600 солдат и полицейских убитыми и около 1400 ранеными).

### Последующие события
Вышедшие из окружения в Яновских лесах, 18-20 июня 1944 советские и польские партизаны были снова окружены немцами в Сольской пуще. 21 июня 1944 началась антипартизанская операция «Штурмвинд II».

## Память
- 3 мая 1991 года на Могиле неизвестного солдата в Варшаве был установлен щит с памятной надписью «LASY JANOWSKIE I PUSZCZA SOLSKA 9 — 25 VI 1944» в честь партизан — защитников Польши, погибших в июне 1944 года в лесных боях на территории Люблинского воеводства.